# Malachowo (Kaliningrad, Prawdinsk)
Malachowo (Малахово, deutsch Ziegelhöfchen) war der Name eines Ortes in Ostpreußen. Seine Ortsstelle liegt heute im Gebiet der russischen Oblast Kaliningrad (Gebiet Königsberg (Preußen)) im Munizipalkreis Rajon Prawdinsk (Stadtkreis Friedland).

## Geographische Lage
Die Ortsstelle Malachowos liegt nördlich des Masurischen Kanals (russisch Mazurska Kanal) in der südlichen Mitte der Oblast Kaliningrad, 16 Kilometer südlich der früheren Kreisstadt Wehlau (russisch Snamensk) bzw. 19 Kilometer nordöstlich der heutigen Rajonshauptstadt Prawdinsk (deutsch Friedland).

## Geschichte
Der kleine Gutsort Ziegelhöfchen im ostpreußischen Kreis Wehlau wurde  1874 als eigenständiger Gutsbezirk in den neu errichteten Amtsbezirk Groß Allendorf (russisch Kostromino) aufgenommen. Im Jahre 1910 zählte der kleine Ort 14 Einwohner.
Am 30. September 1928 gab Ziegelhöfchen seine Eigenständigkeit auf und schloss sich mit den Nachbarorten Aue I und II, Carlswalde, Groß Allendorf, Klein Allendorf und Neusasserei (Neusaß I, Neusaß II) zur neuen Landgemeinde Groß Allendorf (russisch Kostromino) zusammen.
Als 1945 in Kriegsfolge das gesamte nördliche Ostpreußen an die Sowjetunion abgetreten wurde, kam Ziegelhöfchen 1947 zunächst zum Now-Bobriuski selski Sowet/okrug (Dorfsowjet Ilmsdorf), schon bald dann aber zum Wischnjowski selski Sowet/okrug (Dorfsowjet Altendorf). 1950 bekam Ziegelhöfchen die russische Namensform „Malachowo“. Anfangs noch besiedelt zogen dann nur noch wenige bis keine Neubürger in den Ort, der bereits vor 1975 offiziell als verlassen galt und nicht mehr offiziell erwähnt wurde. Er gilt als untergegangen. Seine Ortsstelle gehört zum Munizipalkreis Rajon Prawdinsk in der russischen Oblast Kaliningrad.

## Religion
Christentum
Bis 1945 war Ziegelhöfchen in das Kirchspiel der evangelischen Kirche Allenburg (russisch Druschba) in der Kirchenprovinz Ostpreußen der Kirche der Altpreußischen Union, außerdem in die römisch-katholische Kirche Wehlau (Snamensk) im damaligen Bistum Ermland eingepfarrt.

## Verkehr
Die nicht mehr erkennbare Ortsstelle von Ziegelhöfchen respektive Malachowo ist über Landwege von Nowo-Bobruisk (Ilmsdorf) aus zu erreichen.